# 基督教原始主義
基督教原始主義（英語：Christian primitivism），也被稱為復原主義（Restorationism），是一種信念，相信基督教必須回歸到被指為早期使徒教會的源流上。那些「復原主義者」認為這種追求，能達致更純正、更古老的宗教形態。基本上，「這個願景是希望以初代教會作為一個規範性的模版，來糾正教會積習的錯謬和缺陷。」
「復原主義」一詞有時更具體地作為「美國復原運動」的同義字。這詞彙被更近期的群體（例如一些於20世紀70年代在英國及世界各地興起；反宗派的靈恩派復原主義者），用來描述他們的目標；要重建基督教而達致其原始的形式。雖然按比照，早期的恢復運動；包括胡斯派、重洗派、地界派、清教徒和瓦勒度派，因有不少安息日派成份，故此被形容為「復原主義」先例。但地界主義（通常等同於「浸禮派替代主義」）因某些關鍵的教義，應視為延續數世紀的純正教會理論之延續，會更為恰當。許多群體曾試圖將自身的教會觀和所推行的運動之歷史，設定為介乎「復原主義」與「替代主義」之間的觀念。
而宗派主義經常引發教會傾力於恢復成為早期，更純淨的基督教形態。正如魯貝爾・雪麗說「所有復原運動背後的動機，皆希望藉著實踐原始、純正和富普及特質的基督教、來拆毀隔離的高牆。」不同群體曾嘗試以不同的方式實踐復原主義者的異象，一些人聚焦在教會結構與實踐，其他則看重教會的道德生活，有些人卻關注信徒生命中直接經歷聖靈。在復原的理念中包含一個相對重要的要點，是相信已有某些群體完全恢復至初代教會的程度了。

## 詞彙的使用
「復原主義」、「復原主義者」和「復原」在基督教內部的幾個不同的意思。
「復原主義」在「基督教原始主義」的含義是指試圖通過使用原始教會作為規範來重建早期基督教，以糾正當前教會的明顯不足，亦可被稱為「實踐新約中的教會」「復原主義」也被稱為「使徒時代」的基督教的形式。這些主題源自早期教會，首先出現於愛任紐的作品，及一些中世紀時期的運動。有著不同程度的「新教改革」的神學，及「新教教義」藉著某種形式，被描述為「某種基督教的復原主義」，例如基督教會或浸信會 - 更有「復原主義」色彩。許多基督教歷史運動，也可以被描述為「復原運動」，包括蘇格蘭和英格蘭的格拉斯派（Glasites），由詹姆斯·霍爾丹（James Haldane）和羅伯特·霍爾丹（Robert Haldane）領導的蘇格蘭獨立教堂，美國復原運動，地界浸信會（Landmark Baptists）和摩爾門教。某些更現代的運動也被描述為「復原主義」。「復原主義」也被描述為某些五旬節運動的基本組成部分，例如神召會。「復原主義運動」也被應用到英國新教會運動。
「復原主義運動」的英文大寫時，還被解為美國復原運動的同義詞。
「復原主義」還可以包括應驗聖經預言：在基督再來之前，猶太人回歸應許之地。
基督教「復原主義」一般是用來形容19世紀包含這樣信念的運動，雖然基督教「錫安主義」的是較常用來形容後來的形式。
「復原主義」也用來描述20世紀後半所發展出來的千禧年後論狀況，這影響著某些靈恩派（charismatic groups），和英國新教會運動。
「原始」（primitive）指的是在學術和研究基礎上進入教父著作和其他歷史文獻。首世紀地下教會的書面文件稀疏，只能藉著口傳留下知識。原始基督教運動拒絕源自第二、 三世紀教父（如尼西亞前期教父）的聖經以外的多產知識，而是嘗試重構使徒時代就已經存在原始教會的做法。要做到這一點，他們復興舊約中發現的做法。
「使徒的」是指一個非主流，文字的，使徒繼承或歷史脈絡追溯至使徒和大使命。這些復原主義者也有時被批判為猶太伊便尼派（Ebionite）傳統 。

## 歷史模式
復原思想曾經多方面被詮釋和應用。根據初期基督教有關個人和團體試圖進行有關復原的活動，從當中的層面可辨識出以下四種普遍的歷史模式︰
- 教會復原主義（Ecclesiastical Primitivism）[12]
- 倫理復原主義（Ethical primitivism）[12]
- 經驗復原主義（Experiential primitivism）[12]
- 福音復原主義（Gospel primitivism）[12]

「教會復原主義」集中於使教會恢復初期教會的實踐和常規。烏利希·慈運理、約翰·喀爾文和清教徒都提倡教會復原主義。美國最大的教會復原主義者是亞歷山大·坎伯(Alexander Campbell)。
「倫理復原主義」集中於恢復倫理的規範，並恢復對初期教會門徒身份的委身。重洗派教徒巴頓·史東(Barton W. Stone )和聖潔運動都是倫理復原主義的例子。這運動規定要遵守普遍的誡命，例如聖經所記的安息日，這是早在伊甸園的亞當和夏娃的時期已有的；並以希伯來年曆來訂定年、季、禮拜和日。
此外，猶太人的常規包括割禮、獻祭牲等的禮儀都是由十誡，挪亞七律和大節期分別出來的，這些誡命都是頒布給全人類的，並對全人類生效的。山上寶訓中論律法的部分，警告人不要變成反律法主義，也不要拒絕聖經有關奉行律法的教導。
「經驗復原主義」集中於恢復與神的直接溝通和經驗聖靈，這些經驗都是從初期教會可見的。經驗復原主義例子包括後期聖徒運動的约瑟·斯密和五旬節運動。
「福音復原主義」從马丁·路德的神學清晰可見。嚴格來說，路得不是一個復原主義者，因為他視人為努力地復興教會，是靠行為稱義，他極力批判其他有這意圖的改革領袖。另一方面，他確信福音的信息被當時的羅馬天主教遮蔽了。他也拒絕教會的傳統，並堅持聖經是教會的獨一權威。
以上的模式並不互相排斥，卻是重疊。例如五旬節運動認為倫理復原主義和經驗復原主義有明確的聯繫。

## 中世紀
根據芭芭拉‧塔奇雲(Barbara Tuchman)，約在1470年開始，繼任的教宗都專注於獲得金錢，和他們在義大利政治作為教宗國的角色，和樞機團內強權的政治。當時的復原主義者的運動目的在更新教會，例如羅拉德派(Lollards)，胡斯派和共同生活弟兄會。
在這些前改革運動預示和討論有關瓦解羅馬和教宗權力的期間，它們也激起教會中復原主義者的運動，例如十五世紀的康士坦斯大公會議和巴塞爾委員會。
當時的傳教士經常滔滔不絕地在會議上教訓那些買賣聖職、貪贓枉法、缺乏貞潔、禁慾和持有多個有俸聖職的議會者。復原主義者的運動欠缺成果，大概就是引伸至宗教改革的原因。

## 新教改革

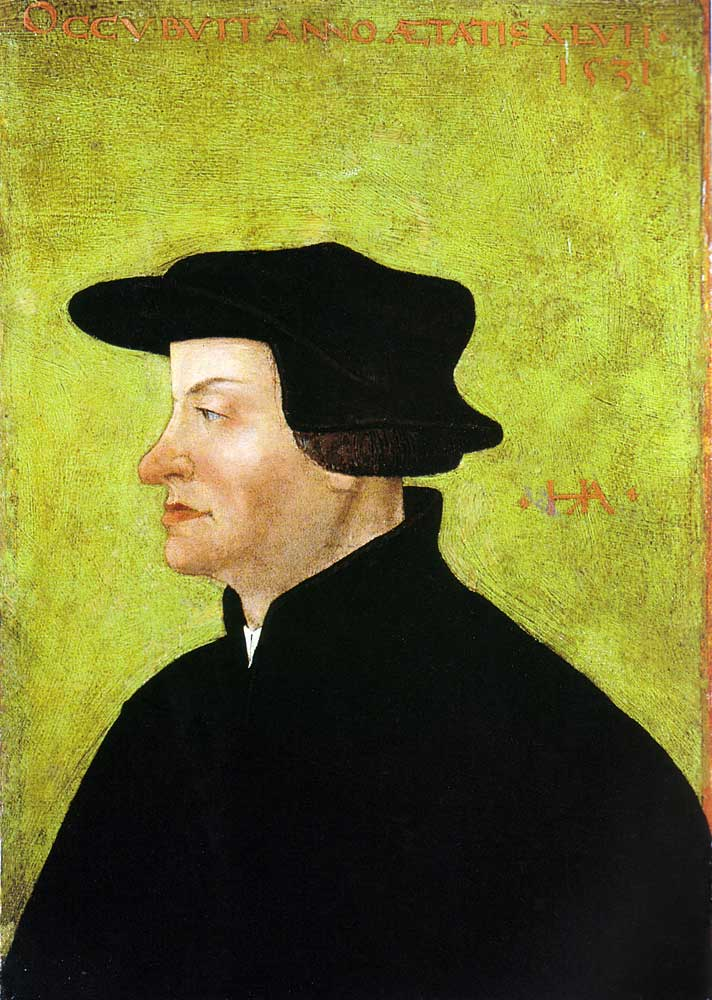
烏利希·慈運理的肖像油畫-由 Hans Asper於1531年繪畫，溫特圖爾藝術館

宗教改革的發生是由於改革者看見其需要，為了修復教會和恢復教會為合乎聖經體統、信仰和規範而生的。當時中世紀教會的傳統混淆了人與神之間的關係，認為人要藉金錢和遵守規則才能來到神的面前，因而顛覆了基督的福音，這促使了改革者的行動。宗教改革的核心是強調「唯獨聖經」。因此，教會傳統的權威若高過聖經，這就會被駁回。
宗教改革並不是一個大一統的運動，而是包含了最少三個可辨別的趨勢，這些都是宗教改革下的運動。其中一個德國，另一個在瑞士，第三個則在英國。這些運動都分享共同的關注，但每一個運動都有它們所重視的特點。信義宗的方案可被描述為「改革」，它尋求改革和淨化歷史的和公共機構的教會，同時盡量可能保存教會的傳統。相反，改革宗的方案可被形容為「恢復」，它尋求復原教會的本質，並根據聖經的先例，塑造最接近聖經原本描述的教會，卻不必過於顧念傳統。當路得集中於如何使罪得赦的問題時，早期的改革宗神學家已回到聖經，為要尋找方法來替代傳統模式和習慣。海因里希·布林格(Heinrich Bullinger)和馬丁·比塞(Martin Bucer) 尤其是強調回到聖經。約翰·喀爾文反映出介乎路得和改革宗神學家烏利希·慈運理之間的立場，喀爾文強調聖經超越教會的統治，教會是作為一個更有效宣講福音的工具，而不是作為最終的目的。
馬丁·路德反對試圖回復「聖經描述的模式和結構」，因為他認為人應該竭力以「行義」來恢復教會。他正尋找「真教會的記號」，他擔心若專注於「恢復教會的模式和樣式，這只會導致人以為這樣做就代表恢復了教會的本質」。因此，路德相信恢復福音的原意就是更新教會的第一步，而不是恢復聖經所描述的教會樣式。由此，雖然路德的向道與其他復原主義者不同，但路得也可算是一個福音復原主義者。
新教群體普遍接受基督徒信仰及生活在歷史上有一些「治理權」；問題一直在於這種治理權的程度。效忠於歷史（連續不斷的）或復原主義（跳躍的接駁）並不互相排斥的；由於一些群體認為，使徒教會「首次」出現時，只被授予部份的治理權，所以他們試圖給予復原教會百份百的的治理權。

## 第一次大覺醒
第一次大覺醒期間，某些浸信會投入運動，她們被稱為「獨立浸信會」（Separate Baptists）。這運動的兩個主題是「信條的拒絕」和「靈性的自由」（freedom in the Spirit）。「獨立浸信」認為聖經是教會的「完美法則」（perfect rule）。但是，當他們轉向聖經去尋求教會的結構樣式，他們沒有堅持當中的細節要完全一致。起源於新英格蘭，但在南方尤為強勁，他們強調聖經模式，使教會能夠壯大。在18世紀後半，它蔓延到肯塔基州西邊和田納西州，以至後來的斯通與坎貝爾運動得到紮根。南部的獨立浸信會為「復原運動」立下基礎，因為斯通與坎貝爾的成員，大部分來自獨立浸信會。獨立浸信會的復原主義也促成「地界浸信會」的發展，與斯通與坎貝爾復原運動在同一地區和在大約同一的時間。在詹姆斯·羅賓遜格雷夫斯（James Robinson Graves）的領導下，這個小組找到了原始教會精確的藍圖，並相信與這藍圖的任何偏差，會導致不能成為真正教會的一部分。

## 第二次大覺醒時產生的群體

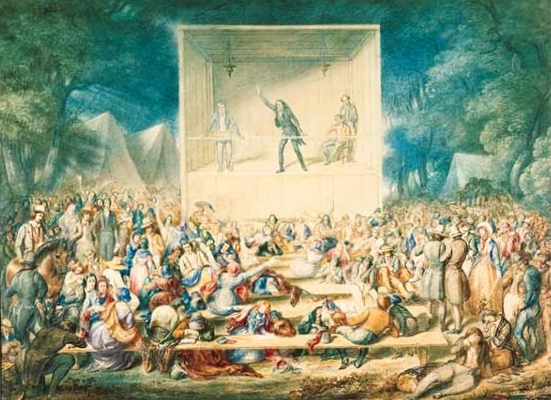
1839年，衛理公會的營會

美國建國革命後，逐漸盛行恢復基督教達致「原始」形態這個理想。第二次大覺醒中，包括摩爾門教、浸信會及貴格會等，許多教派的發展，都有復原基督教純淨形態的期望。在這期間，有幾點原因使得「復原」受歡迎：
- 在19世紀初的新移民眼中，美國這片土地，看起來非常樸素，尤如世外桃源，不容玷污～「一處恢復純潔，成為不朽和原始基督教的完美之地」～歐洲教會傳統的束縛，似乎在這新的境地已不復存在。[46]

- 神定意建立美國成為公義政府，民主的理念帶來新鮮感和純淨感。[47]

- 許多人相信，這個新國家將迎來千禧年。[48]

- 來自歐洲傳統教會的獨立人士，被正在享有新政治的獨立美國教會吸引過去。[49]

- 「原始信仰」單以聖經論據為支持，迴避捲入一切來自宗派間的爭論，縱使失去國家建制教會的保護，仍認為自己行在正確的路上。[50]

眾多的營會成為第二次大覺醒的推動力，這些營會作為「組織的過程」，創建出「宗教和教育的基礎設施」；包括社交網絡，提供大眾傳播宗教的新聞和與教會相關的院校，影響跨越早期美國的疆界。

### 美國斯通 - 坎貝爾復原運動

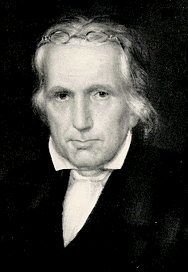
托馬斯・坎貝爾

#### 托馬斯・坎貝爾
「美國復原運動旨在復原教會，和尋求新約教會後，所有基督徒在基督身體上的合一。」復原運動是由幾個個別組織發展出來，為了回復使徒時代的教會。其中兩個獨立的群體對復原運動的影響尤其重要，它們都發展出類似的理念。當中的一個群體的運動由巴頓·斯通帶領，於肯塔基州波旁縣的恩列治進行，這群體簡明地稱自己為「基督徒」。另一個群體的運動於賓夕法尼亞州和弗吉尼亞州（今西弗吉尼亞州）進行，由托馬斯・坎貝爾和他的兒子亞歷山大·坎貝爾領導的，他們以「基督的門徒」為名。

#### 巴頓・斯通

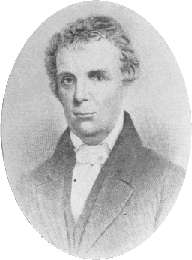
Barton W. Stone

坎貝爾運動的特點是，有系統及理性地重新建構初期教會。相反，斯通運動(The Stone movement)的特徵是激進自由(radical freedom)和缺乏教義的。兩個運動儘管有分歧，它們在幾個關鍵問題上也是一致的。它們都視恢復使徒性的基督教為加速千禧年的方法，它們也視復興早期教會為追尋基督教自由的途徑。它們相信使徒性的基督教能作為基督徒合一的模範，並能使基督徒達至合一。它們在信仰上也是一致的，它們都相信耶穌是基督，是神的兒子，基督徒應該在每週的第一天領受聖餐，成年信徒浸入水中的浸禮是得救的必要條件。由於創辦人希望廢棄所有教派標籤，所以他們以聖經中耶穌的追隨者的名字，作為他們的名字。信徒為了恢復早期教會和聯合基督徒而委身於這兩個運動中，已足以激發兩個運動中眾多參與者的合一了。 
兩者的合併得出了一個新的運動，創辦人考慮到要以出自聖經和非世俗的名字，為這新運動命名。斯通希望繼續使用「基督徒」這名稱，而亞歷山大・坎貝爾堅持要用「基督的門徒」為命，因此，兩個名稱都一拼被取用。

#### 亞歷山大・坎貝爾

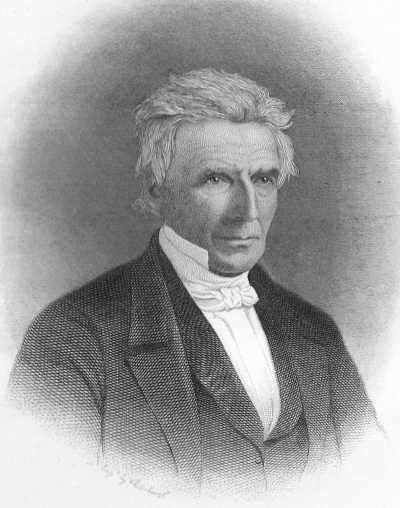
Alexander Campbell

復原運動在第二次大覺醒的時期展開，它深受第二次大覺醒的影響。坎貝爾兄弟拒絕接受︰在營會聚會時所看見的是聖靈充滿。南部的大覺醒是巴頓改革運動的重要形態，這同時模塑了斯通和坎貝爾兄弟的傳福音技巧。
復原運動有幾個分支，引申出多個不同的群體。其中三個源自美國的群體，包括Churches of Christ、Christian churches and churches of Christ和Christian Church (Disciples of Christ)宣稱「斯通 - 坎貝爾運動」（The Stone-Campbell movement）是它們的根源。有些人視這些分支的出現，是由於復原主義和普世教會合一運動(ecumenism)之間的張力。Churches of Christ和Christian churches and churches of Christ藉著強調復原，而Christian Church (Disciples of Christ)則藉著強調「普世教會合一運動」來消除這張力。美國以外的教會，包括Churches of Christ in Australia 和 Evangelical Christian Church in Canada也加入這運動。

### 基督弟兄會

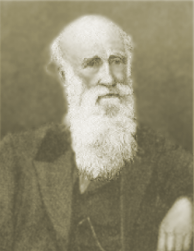
約翰・托馬斯

約翰·托馬斯博士（1805年4月12日 - 1871年3月5日），一位虔誠「復原運動」皈依者，在他移民美國時，剛遇上的海難，這讓他明白自己對聖經的認識不足，以及思想死亡會發生什麼。這醒覺使他奉獻自己一生研究聖經，他的解經偏離主流基督教的觀點，認為「復原主義」確實必要。尤其是他對人本性的質疑。他多次與這運動的領袖，亞歷山大·坎貝爾討論這些議題，但最終同意停止，因為他發現這種做法不會帶來個人信仰上的實際得益，還可能造成分歧。後來，他認為救恩是取決於他所發展的洗禮神學的洗禮有效性，並於1847年3月3日，在他以往立場上，發表了〈懺悔和放棄〉。之後他從新接受洗禮。
在他的公開放棄和重新接受洗禮之後，1848年6月他往英國開始他宣講之旅，包括「復原運動」教會。雖然他的公開放棄和失去教會會籍，在英國教會雜誌被報導出來，某些「復原主義」教會仍然允許他提出自己的看法。藉著提倡「獨立思考」去解讀聖經，托馬斯也獲得在「一元論」和「復臨主義者」教會舉行聽證會。
藉著信條重建和分解，「基督弟兄」運動發展出一套獨特的學說，結合「復臨」，「反三位一體」，相信上帝是一個「重要和實質」的存有者，反對服兵役，讓門外會友全面參與，並提出與「復原運動」精神相一致的其它學說。
反對服兵役的後果是採用「基督弟兄會」這名稱去區分這個小社群的信徒，並要在美國內戰兵役獲得豁免。

### 後期聖徒運動

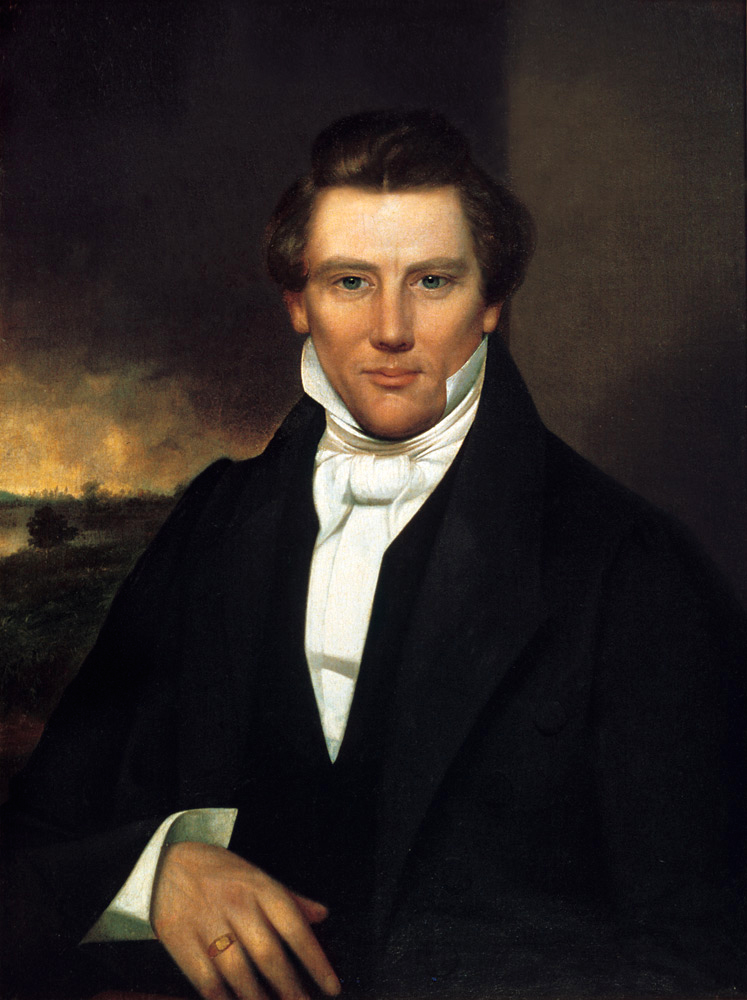
約瑟・斯密

後期聖徒運動的追隨者相信其創辦人約瑟·斯密是神的先知，他被揀選去恢復原初耶穌所建立的使徒教會。正如一般的復原主義者群體，摩爾門教徒相信，於使徒時代末期和公元325年第一次尼西亞會議之前，耶穌建立的教會和祭司職位已從地上撤回了。改革宗信徒的運動強調建基於聖經研讀，但斯密宣稱要恢復啟示和使徒權柄。根據Allen and Hughes表示後期聖徒比其他群體更有效和始終如一地用到「恢復」這個語言，早期的摩爾門教徒似乎沉醉於恢復古老的教會。
根據斯密的說法，神於1820年向他顯現，祂指示他當時教會的信仰腐敗。斯密除了要恢復原初的教會，他也宣稱自己得了全新的啟示。1830年，他出版了《摩爾門經》，摩爾門教徒相信這經書是史斯密從天使而得的，天使向他揭露摩爾門經的原稿，即封印在地底的金頁片，他得到原稿後在上帝的幫助下把其上的文字翻譯。後期聖徒運動中，最大和最廣為人知的就是耶穌基督後期聖徒教會。其成員相信，斯密是耶穌在末期所任命的第一位先知，此外，斯密隨後的每一個教會元首都是以先知、先見和啟示者的形式來服侍教會。
基督教的教會中有人將後期聖徒運動的復原主義者特徵歸因於雷格·登瑟耐( Sidney Rigdon)，他是俄亥俄州「坎貝爾運動」（Campbell movement）的伙伴，但後來他退出這運動後，更與斯密成為好友。摩爾門教徒和早期復原運動的領袖並沒有發明「復原」此理念，但「復原」本身是當時一個很流行的話題。摩爾門教徒和早期復原運動的領袖也分別地發展出此理念，因此摩爾門教和復原運動就是在同一個「復原」的題目上，但代表著兩種不同的表達，但兩者卻在「復原」的理念上有非常不一致的方法。「坎貝爾運動」結合了啟蒙運動的理性主義，它排除了感情主義、唯心論、和其他不被聖經文本支撐的和理性地訴諸於聖經的現象。後期聖徒則結合了十九世紀浪漫主義的精神，因此他們本著不以追求恢復古代教會的形式和架構作為本身的目的，他們卻追求恢復新舊約聖經所記載的黃金時代，那種神進入人類歷史，並直接與人融為一的狀況。摩爾門教徒會優先考慮當前的啟示。原初要遵守的事例如安息日是較持續的啟示為次要的，這種持續的啟示與非復原主義的基督教神學家所提出的漸進啟示相類似。
一些基督徒，尤以天主教基督徒為主，批評摩爾門教的「大叛教」（Great Apostasy）教義為異端邪說，宣稱這教義跟聖經的教導不一致。天主教認為聖經說真正的教會從未在任何時候丟失，而摩爾門教徒提出證據，指基督教教義隨著歷史演變而改變了，並引用經文(帖後二1-3，提後四2-3和摩八11-12)預言末日前，會有叛教的事，而且天主教會的腐敗導致宗教改革的必要，這改革被視為「復原」的一個重要步驟。

### 復臨主義
復臨主義是基督教的「末世觀」（eschatological）之一，這信念以尋索耶穌第二次降臨，開創上帝的王國為目標。這種觀點涉及相信耶穌會再來，迎接那些在基督裡死了的人，和那些等待他回歸的人，而當他返回時，他們必須做好準備。復臨主義者被認為是復原主義者和保守派的新教徒。

#### 米勒派和安息日主義

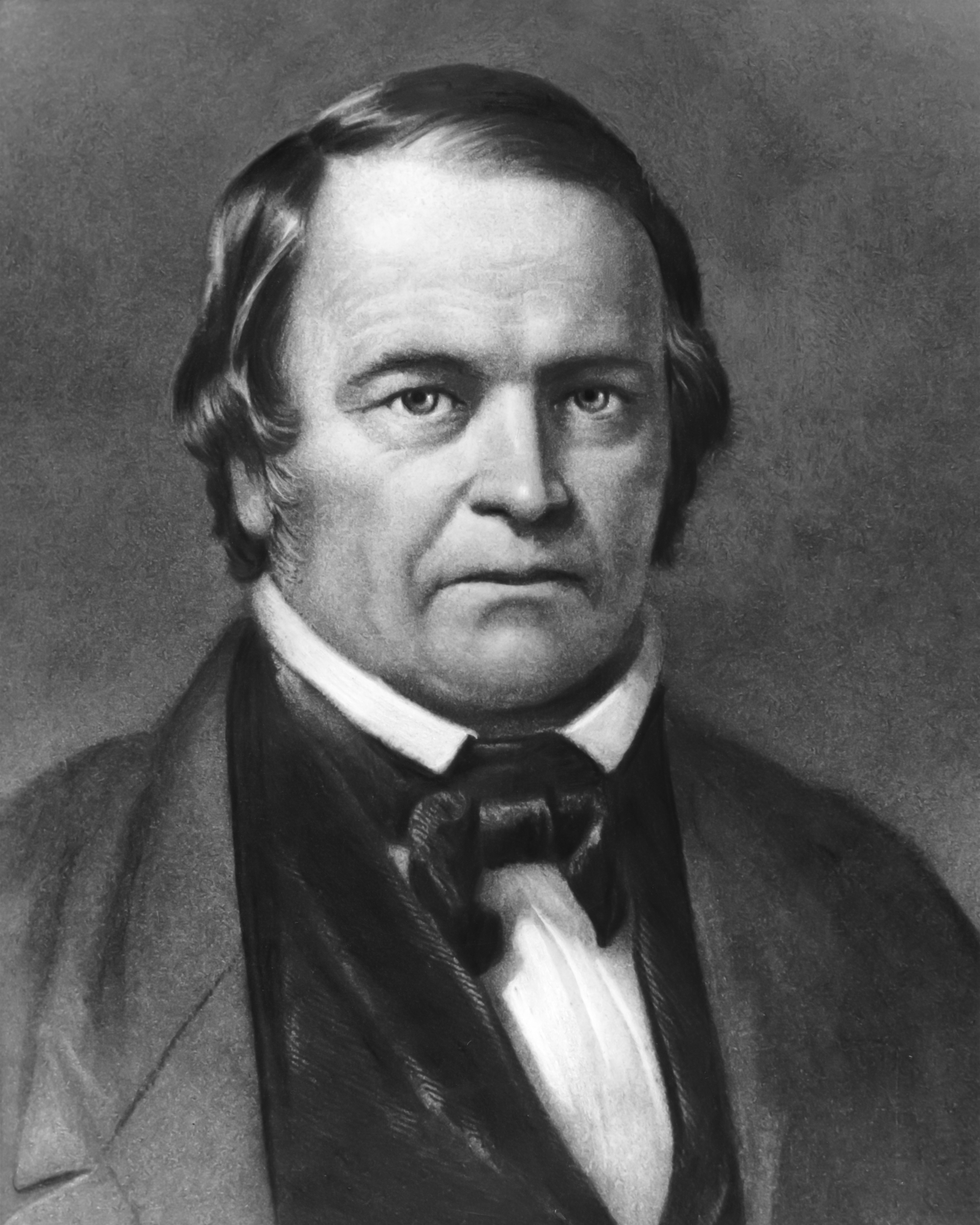
威廉・米勒 William Miller

米勒派是復臨安息日運動中最知名的一脈。他們強調預測世界末日，世界末日教義，不看重基督教世界的合一，卻致力於為基督的再來作準備。米勒試圖還原預言的即時性和不妥協的聖經主義，他們認為這些都曾經存在，但被主流的基督新教和天主教教會棄絕了。從米勒派發展出復臨安息日會，和基督復臨教會。

#### 復臨安息日會
基督復臨安息日會，是從復臨安息日運動中誕生出來，屬於米勒派的分支。基督復臨安息日會是第二次大覺醒，米勒派運動於19世紀40年代在紐約北部一帶，出現的數個基督復臨派群體中最大的一派。對復臨安息日運動相當重要的懷愛倫著作；宣揚「漸進啟示」的信念，教導基督徒的生活和見證，是旨在作為「預言的靈」（Spirit of Prophecy）的代表。
大部分復臨安息日會的神學，跟基督教教義如三位一體和聖經無誤等相仿。獨特的教導包括「死後無意識」和「查案審判」等教義。
這教會還以其注重飲食和健康、對全人的瞭解、推崇宗教自由，及其保守的原則和生活方式著稱。

#### 普世神的教會
普世神的教會（The Worldwide Church of God, WCG）從安息日教會體系而出。赫伯特・阿姆斯壯（Herbert W. Armstrong）的個人事奉發展為「神的教會電台」(Radio Church of God)，後來成為上帝的普世神的教會。後來普世神的教會在復原運動中，經歷多次分裂，成為許多不同的教會和團體，並力圖加入成為基督新教的一支。當中有兩個最大的群體，包括神的活教會（Living Church of God）和聯合神的教會（United Church of God, UCG）繼續在傳承阿姆斯壯主義（Armstrongism）。

#### 復臨基督教會
復臨基督教會並非隸屬於基督復臨安息會，而是自認為「從威廉・米勒衍生出來的六個基督教宗派當中的第二個派別。」
1860年「復臨基督徒大會」（The Advent Christian General Conference ）成立「首日」復臨基督徒群體，這教會的信念包括：「有條件的靈魂的不朽說」（conditional immortality）和「靈魂睡眠」（soul sleep）。
兩位復臨基督教信徒；喬治·斯托斯（George Storrs）和約拿斯·溫德爾（Jonas Wendell）對後來的聖經學生運動具相當的影響。

## 起源於19世紀的其他小組

### 聖經學生

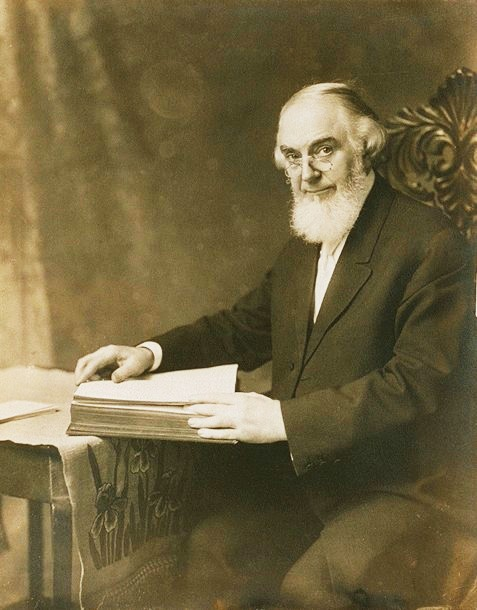
查爾斯·羅素於1911年

聖經學生運動源自19世紀70年代，查爾斯·泰茲·羅素所領導的聖經學習小組。羅素的教會並不認為他是一個新宗教的創始人，但他卻幫助從耶穌和使徒保羅所預言的「背道」（apostasy）恢復到真正的基督教 。他們相信，其他教會大大叛教（Great Apostasy），因為這些教會在主要的地方上偏離原來的信心，而原來的信心是可以通過聖經的重新字面解釋和真誠承諾遵循當中的教導，得以恢復。他們認為要回到「原始基督教」，是需要專注於幾個關鍵教義（key doctrinal）要點。這些關鍵教義要點是從他們對聖經的解釋而來，包括拒絕三位一體論，靈魂不死，地獄是永恆折磨的地方；積極傳教；嚴守政治中立；避免戰爭；和相信上帝的國即將來臨（或來世）。

#### 耶和華見證人
耶和華見證人成為一個獨特的宗教組織，並維護羅素的「守望台聖經」（Russell's Watch Tower Bible），書社和其他合法機構的控制權。他們繼續發展的教義，被認為是第一世紀基督教的改進復原版本，當中包括增加對使用耶和華上帝（Jehovah）的個人名字的重視。

## 20世紀後及當代的群體

### 五旬宗主義
五旬宗主義開始主要是作為專注於「體驗」早期教會面貌的復原運動。五旬節運動的早期先驅，試圖恢復聖靈的工作和力量重臨教會，他們覺得這些都在使徒時代之後就喪失了。
尤其是「獨一神格五旬節派」，這派持續有許多「復原主義者」的主題。許多「獨一神格五旬節派」視他們的運動為使徒教會的恢復，這就是為何他們當中許多人自稱為「使徒」，或者稱他們的運動為「使徒性五旬節」運動。

### 靈恩運動
當靈恩運動於1960年代和1970年代，其側重為個別人的轉變，有一些領導人卻開始一個運動，後來稱為「靈恩派復原運動」。
這些領導人包括：亞瑟·沃利斯（Arthur Wallis）、大衛·里利（David Lillie）和塞西爾·區臣（Cecil Cousen）站在前沿，專注於教會的本質和共享著一個獨特的觀點，就是「原版的教會秩序」（authentic church order）正在全教會中恢復。
這「原版的教會秩序」核心是所謂的「五重職事」，以弗所書4:11列舉的；使徒、先知、傳福音的、教師和牧師。
雖然靈恩運動帶給各宗派的教會眾多聖靈恩賜，但這些復原主義者認為宗派主義是不合聖經，他們相信上帝會使教會直接由聖靈充權和管治。
該運動全球有成千上萬的信徒和著名的教會網絡，包括泰利域高（Terry Virgo）帶領的「新前線（Newfrontiers）」、巴尼庫姆斯（Barney Coombs）帶領的「鹽和光國際事工（Salt and Light Ministries International）」和由羅傑·福斯特（Roger Forster.）等人帶領的「伊哲薩斯基督徒團契（Ichthus Christian Fellowship）」。

### 牧羊人運動
靈恩派復原主義的英國領導人，跟美國相仿平行的運動者互相確認對方，重心人物「勞德代爾堡五傑」包括；葉光明（Derek Prince）、唐·巴沙姆（Don Basham），鮑勃·芒福德（Bob Mumford），查爾斯·辛普森（Charles Simpson）和巴克·斯特（Ern Baxter）。
這運動後來被稱為「牧羊人運動」，是20世紀70年代中期的重大爭議題目。
該運動留下了顯赫的遺產，其影響力成就了當代不少事工，包括：國際基督教會（International Churches of Christ），馬拉納瑟校園事工（Maranatha Campus Ministries）和國際大使命（Great Commission International, GCI）。

### 使徒性預言運動
最近有一個以類似使徒性預言運動的形式，被認可為使徒性機關（apostolic office），他們是以另一種形式出現的「靈恩派復原主義」。重心人物是那些「堪薩斯城先知」。該運動的主要支持者包括：彼得·魏格納（Peter Wagner）、雷克·喬納（Rick Joyner），畢邁可（Mike Bickle）和婁恩·格爾（Lou Engle）。

### 地方召會

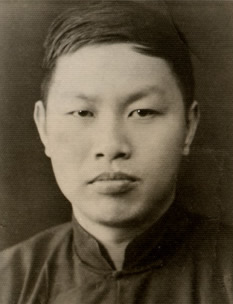
倪柝聲 Watchman Nee

地方召會是一個由倪柝聲和李常受的教導影響，並與水流職事出版社有關之基督教運動。其成員視自己為「主的恢復」跟其他基督教團體，宗派和運動中分別出來。
地方教會其中一個明顯特徵是他們堅持「一城一會」原則，即在一個城市或地區所有基督徒都自動成為該地區的「那一所教會」的成員。
另一個關鍵的特徵是；這運動缺乏正式的官方組織或正式的命名，那些地方召會的信徒認為，取了名字後將會使他們從其他信徒當中分開。因此，他們經常說，他們是跟“[城市名稱]召會”一起聚會，這說法滿足他們不是唯一的教會，而是在跟每位信徒在各自的城市一般，屬於同一教會的理解。

### 耶穌主義
耶穌主義是一項個人哲學，涵蓋拿撒勒人耶穌的教導，和效忠或者遵守這些教導。
耶穌主義有別於（有時會反對）主流基督教；那些建基於基督教聖經的宗教組織。
耶穌主義特別是從；被指為是保羅的著作，和現今教會的教義中區別出來。
耶穌主義不一定批判基督教的聖經或教會教義，而是它不承認它們（聖經與教義）在耶穌的教導上存有甚麼權威。
作為一種哲學，耶穌主義有著自然主義和理性主義的特點，反對信仰和科學之間的衝突。